# De buitenste duisternis
De buitenste duisternis (Engelse titel: Dark Inferno) is een sciencefictionroman uit 1976 van de Noord-Ierse schrijver James White.

## Synopsis
Mercer is een ruimtevaarder die zijn eerste ruimtevlucht maakt. Hij is slechts in naam ruimtevaarder maar heeft de laagste functie aan boord en is niet meer dan een steward die het de passagiers naar hun zin moet maken. De eerste officier van het ruimteschip Eurydice laat hem al meteen verstaan dat hij bij problemen geen hulp hoeft te verwachten. Mercer heeft problemen met de veiligheidsoefeningen en de overlevingstechnieken en er is niemand die hem helpt tijdens de ruimtevlucht.